# ゲーテの旧宅
ゲーテの旧宅（-のきゅうたく、ゲーテハウス、Goethes Wohnhaus) は、ドイツのヴァイマルのフラウエンプラン1にある建物である。

## 解説
ここは作家で詩人、政治家でもあったヨハン・ヴォルフガング・ゲーテが1782年から1832年まで住み、ここで逝去した邸宅であり、ヴァイマル古典期財団(Klassik Stiftung Weimar)によって管理されている。1198年以来、古典主義の都ヴァイマルの一部としてユネスコの世界遺産に登録されている (ただし、ゲーテは町内の他のいくつかの家にも住んでいた)。
この家は、1709年にゲオルグ・カスパー・ヘルマースハウゼンによって建てられたものである。しかし、各部屋はゲーテがここに住み始めるにあたって、ゲーテ自身がその代表でもあった当時のヴァイマル古典主義運動の理想を反映した形に、彼によりデザインがやり直された。
当時の家具の多くが今も家に残っている。
家の隣には家庭庭園があり、ゲーテの家族に主にアスパラガス、アーティチョーク、アプリコット、ブドウなどの農産物が栽培されていた。1817 年、ゲーテは庭園を東に拡張し、鉱物コレクションを保管するためのパビリオンを建設した。
この家は国立ゲーテ博物館の主要な場所として機能しており、その卓越した建築と文化の中心地としてのヴァイマルの影響力の証拠として、1998 年に 18世紀後半から19世紀にかけてのヴァイマル古典主義に関連する他の建物や史跡とともにユネスコ世界遺産リストに登録された。

## 歴史

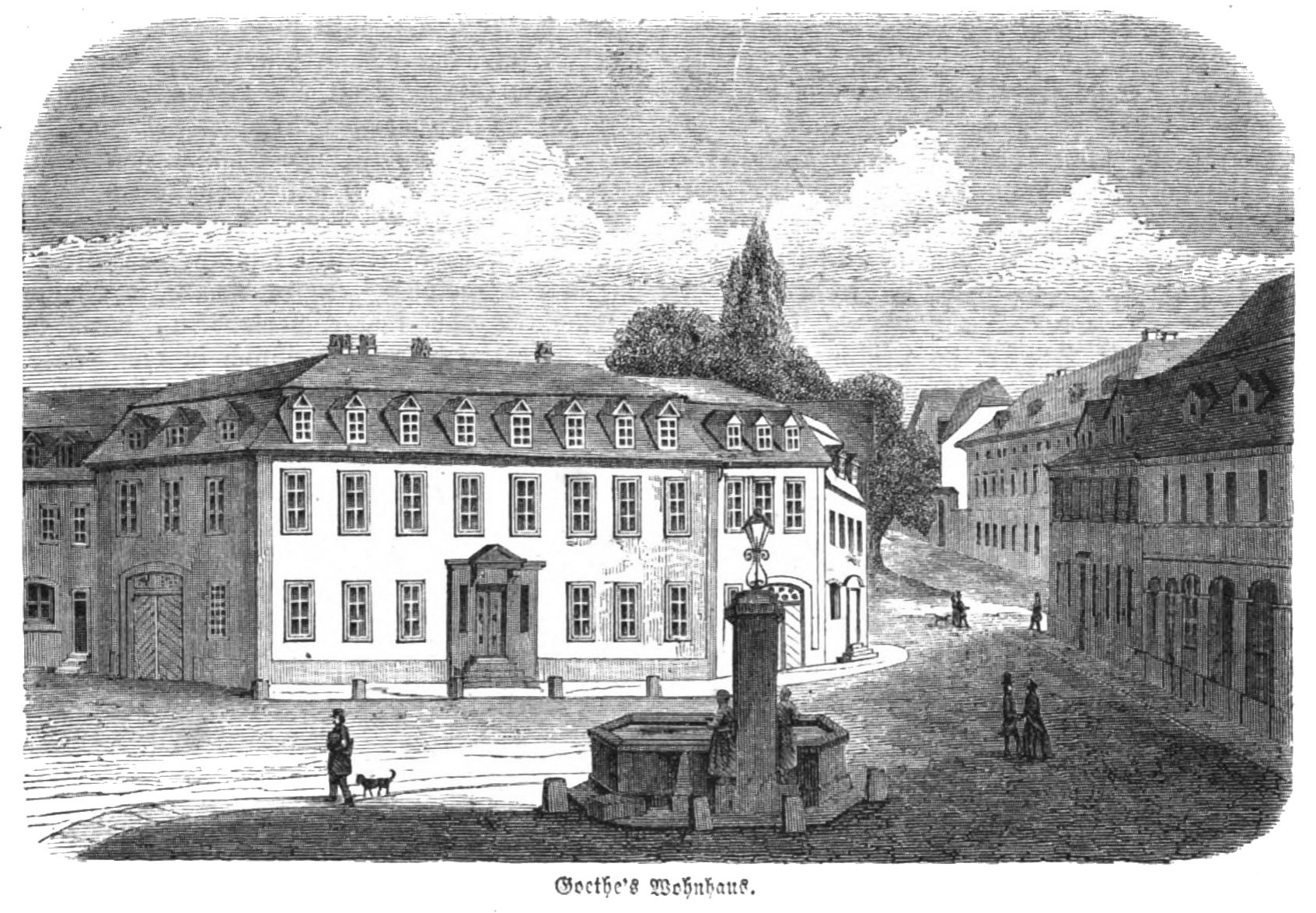
ゲーテの邸宅(1856)

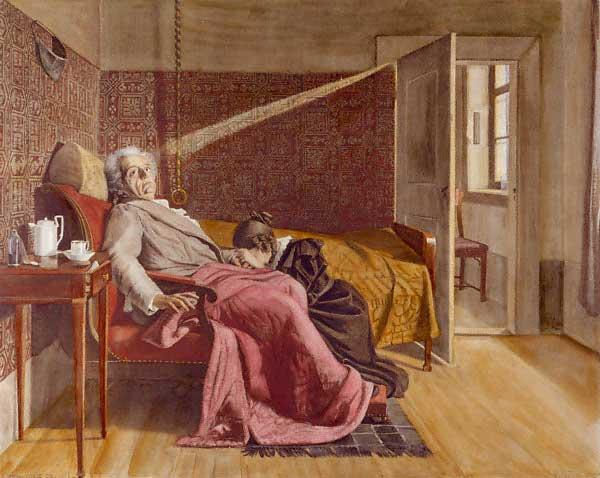
ゲーテは 1832 年 3 月 22 日に肘掛け椅子に座ったまま亡くなった。彼の義理の娘オッティリーが彼を悼む（フリッツ・フライシャー作、1900年頃）

### ヘルマースハウゼン家
この建物は、1707 年から 1709 年にかけて、王室長官で靴下商のゲオルグ・カスパー・ヘルマースハウゼンによって建てられた。おそらく家は最初から大部分、あるいは完全に貸し出されていたと思われる。所有者の死後、この家は息子のゲオルク・フリードリヒ・ヘルマースハウゼン（1684年 - 1757年）、次にヴィルヘルム・ゴットヒルフ・フリードリヒ・ヘルマースハウゼン、そしてその後の子孫に引き継がれた。 1771 年に、公爵ザクセン守備隊の医師パウル・ヨハン・フリードリッヒ・ヘルマースハウゼンによって、庭園の西半分とともに競売で購入された。当時、家も部分的に借りていた。

### ゲーテ一家
1782 年にゲーテは家の西半分を借りた。これには、とりわけ、今日のイエロー・ホール(黄色の間)、ユノー・ルームとウルビーノ・ルーム、後方の建物の西側部分、および 1 階の大部分が含まれていた。ゲーテは1786 年から 1788 年にかけてイタリア旅行をした後、1789 年までこれらの部屋に住んでいた。 1789 年から 1792 年まで、ゲーテはマリエン通りにあるいわゆる狩猟小屋(Jagdhäuser)の 1 つを借りて、1806 年に結婚する前に クリスティアーネ・ヴルピウスと一緒に暮らしていた。
1792年、ザクセン＝ヴァイマール＝アイゼナハ公カール・アウグストに代わって公爵商務院がフラウエンプランの家を取得し、公式アパートとしてゲーテに与え、ゲーテはクリスティアーネと一緒にそこに住んだ。 1794 年に公爵はこの家をゲーテに口頭で、1801 年には書面でも与えましたが、正式にゲーテに譲渡されたのは 1807 年 1 月 12 日になってからである。 1792 年から 1795 年にかけて、古典主義様式による大規模な改修が行われ、その費用の一部は公爵院が負担した。ここで特に注目に値するのは、イエロー・ホールに直接つながっている広い内階段で、これはゲーテがイタリアのモデルに基づいて特別に設計したものである。改修工事は、ゲーテの同居人（1791年以来）である若いスイス人画家ハインリヒ・マイヤーが音頭を取った。彼はローマのコルソ通り18番地（現在はカーサ・ディ・ゲーテ美術館）のルームメイトの一人であり、 1795 年にワイマール自由描画研究所の教授になった。
1832 年にゲーテが亡くなった後、彼の義理の娘オッティリエと 3 人の子供たちが家を相続し、そこに住み続けた。しかし、ゲーテの実際のリビングルームと書斎は以後は使用されず、1885 年までほとんど閉鎖されたままであった。

### 国立ゲーテ博物館
→詳細は「ゲーテ国立博物館」を参照のこと。
ゲーテの最後の孫であるヴァルター・フォン・ゲーテが 1885 年に亡くなると、彼の遺言に従って、ワイマール州はハウス・アム・フラウエンプラン(当記事の家のこと)とゲーテの膨大なコレクションを受け取った。 1885 年 8 月 8 日、国立ゲーテ博物館が財団として設立された。 1886 年 7 月 3 日、正面の建物と少し後に書斎とリビング・ルームが博物館として公開された。
第二次世界大戦中のヴァイマル空襲
で部分的に甚大な被害を受けた、車道の上にある正面建物の西側翼が再建された。貴重な家具やその他の備品は安全上の理由から移設されていた。
現在、家全体、農場の建物のある庭園、およびその増築部分が国立ゲーテ博物館の所有となっている。

## ギャラリー

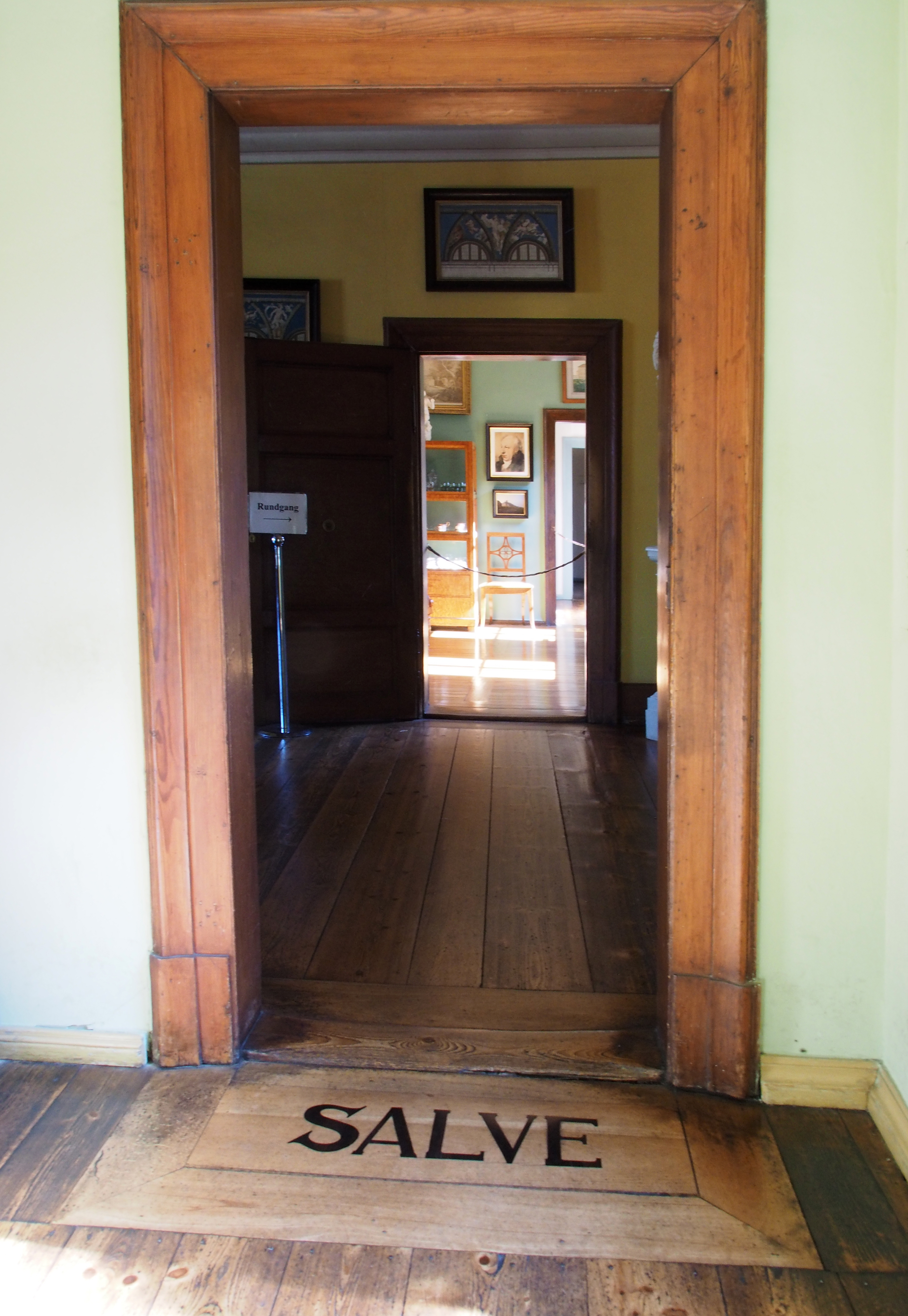
居住スペースの入口
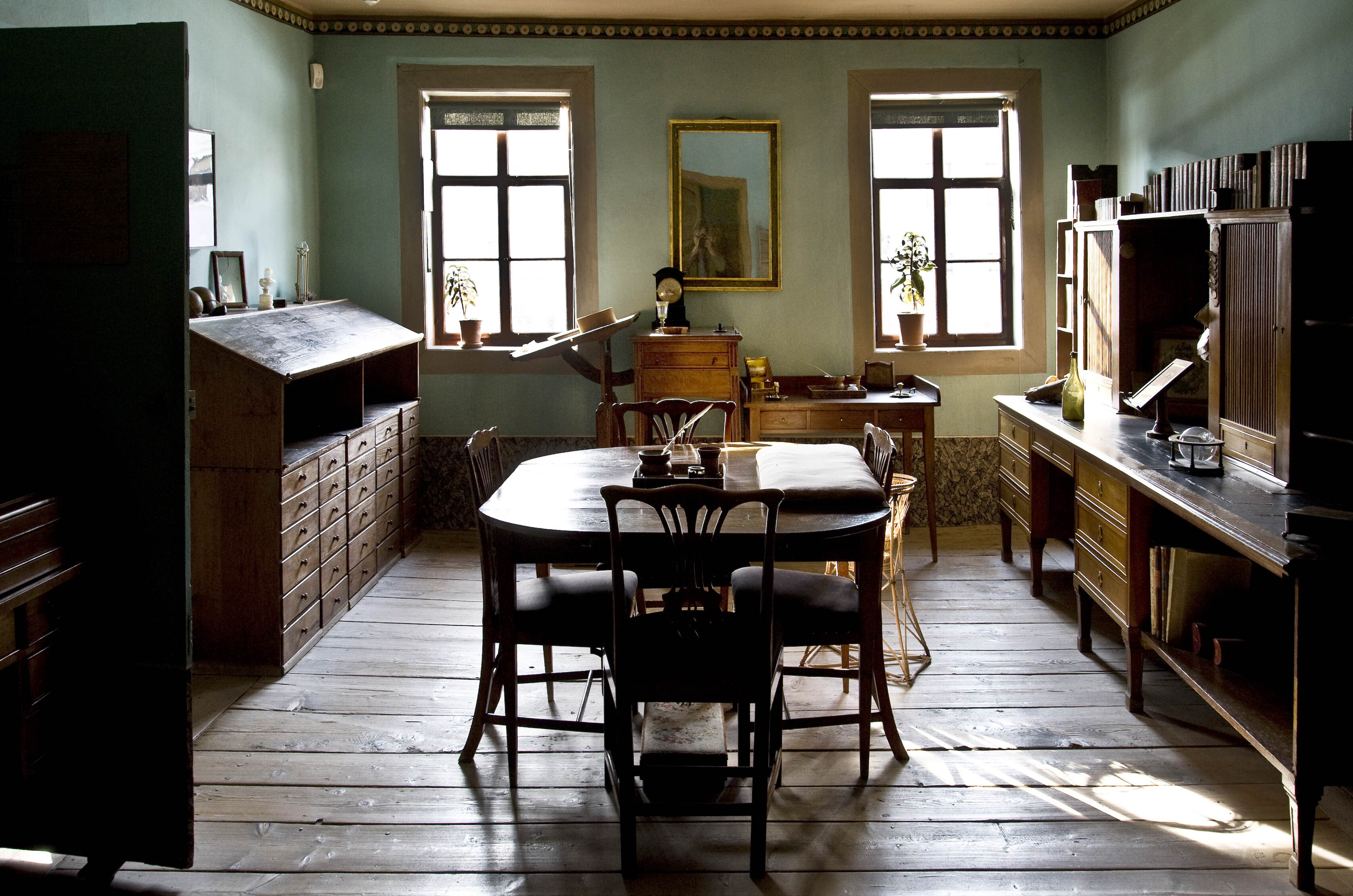
ゲーテの書斎
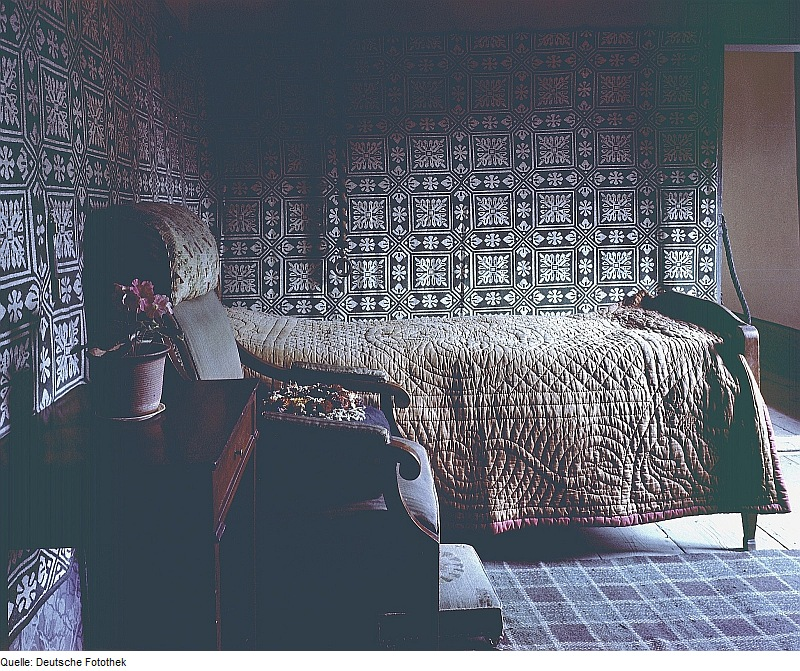
ゲーテの亡くなった部屋
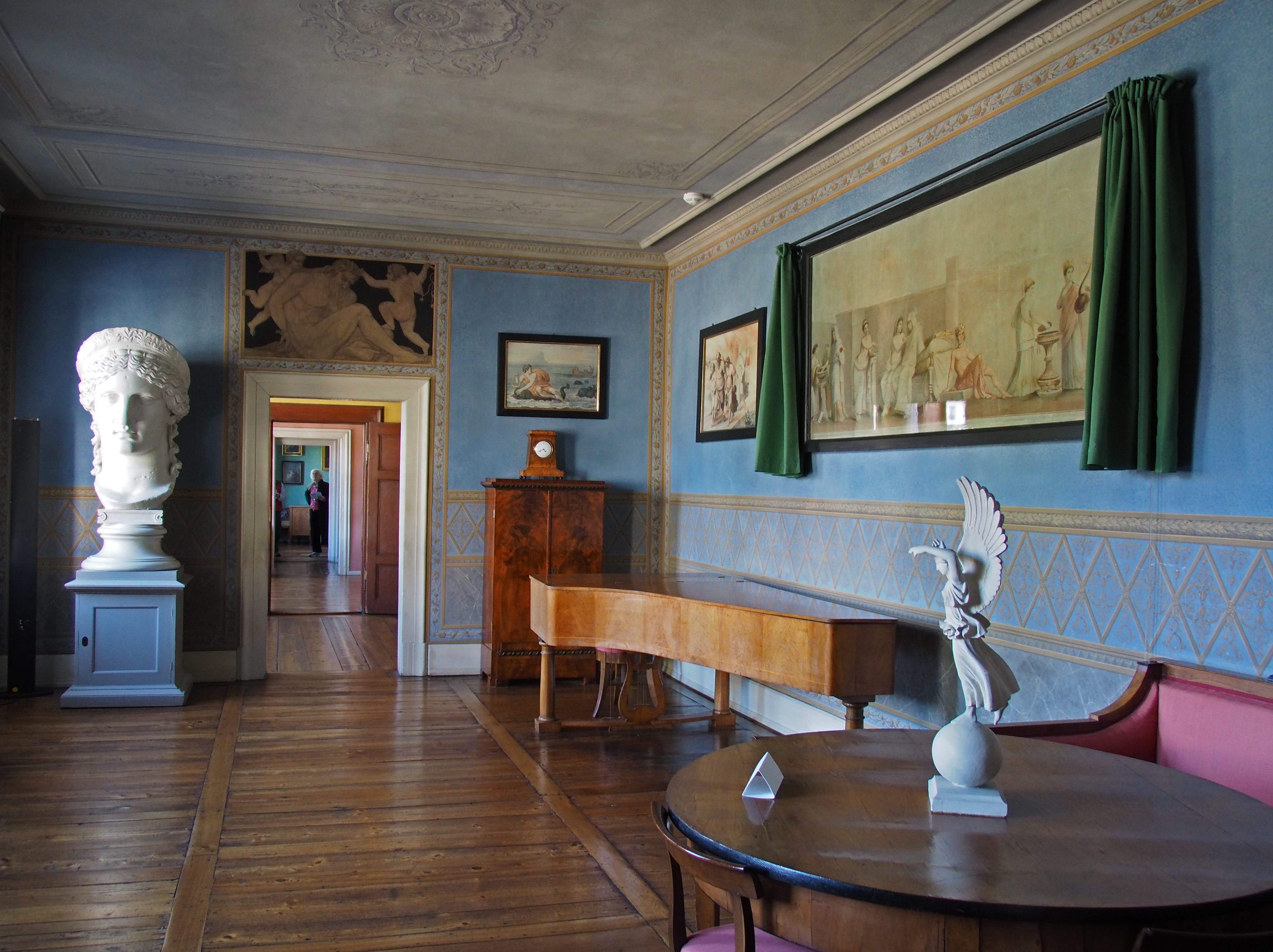
ユノー・ルーム
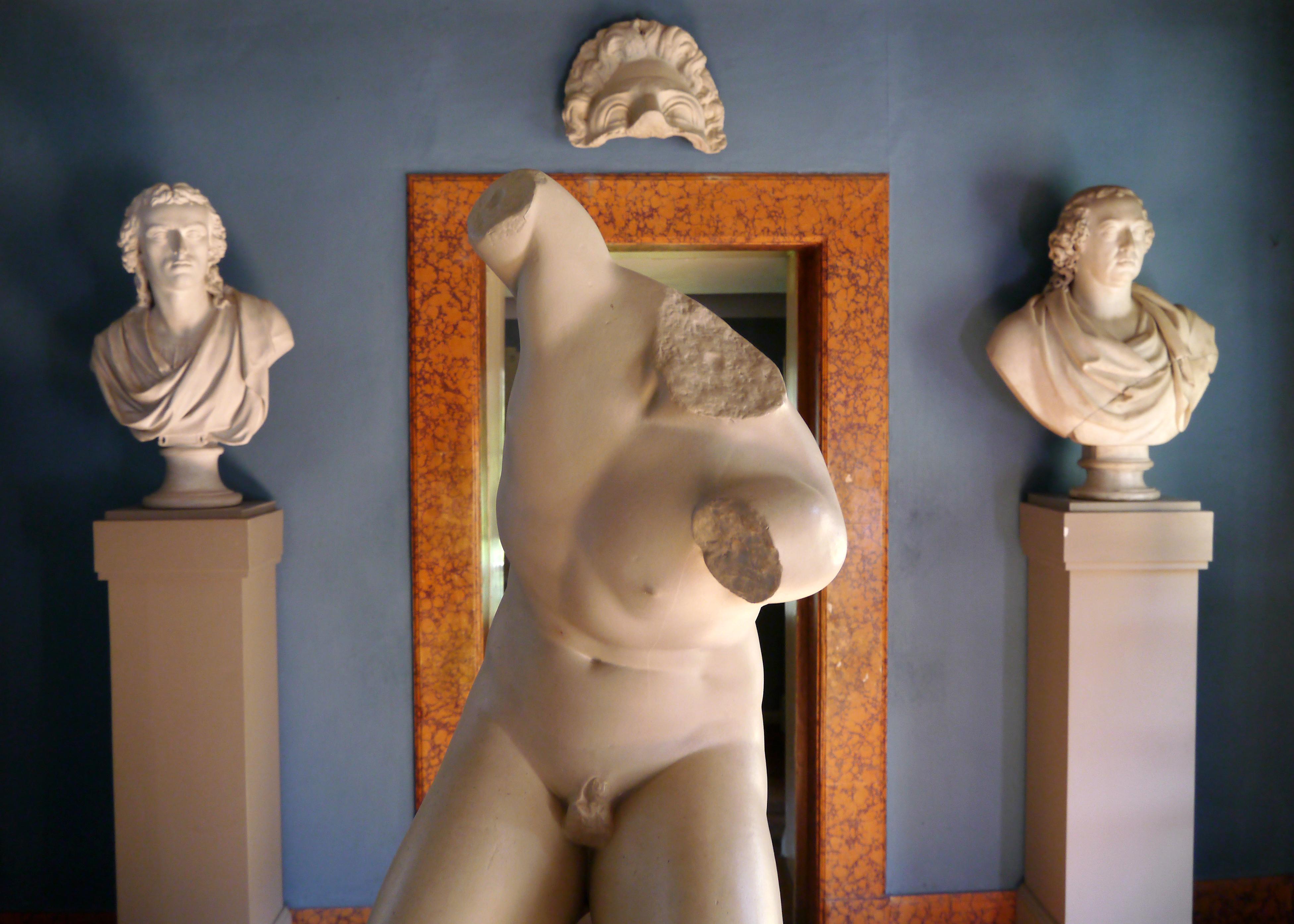
胸像の間(繋ぎの間)
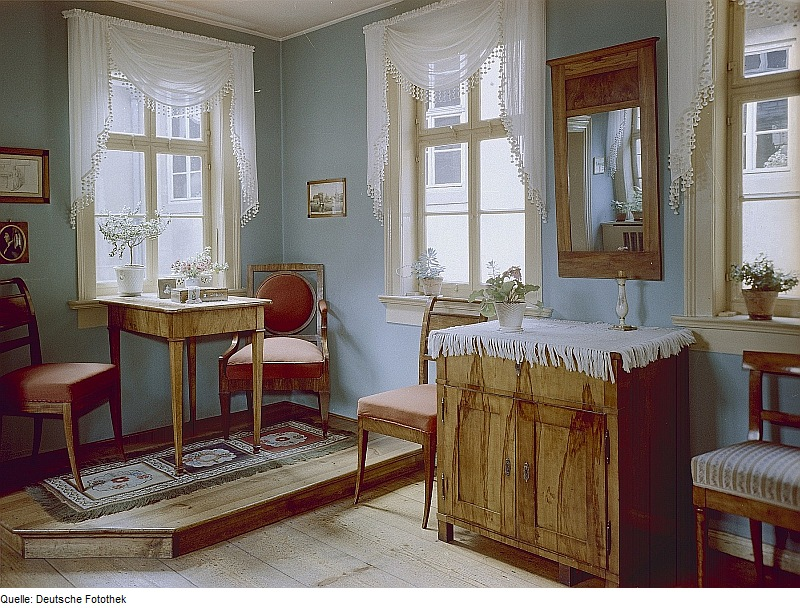
祈りの間
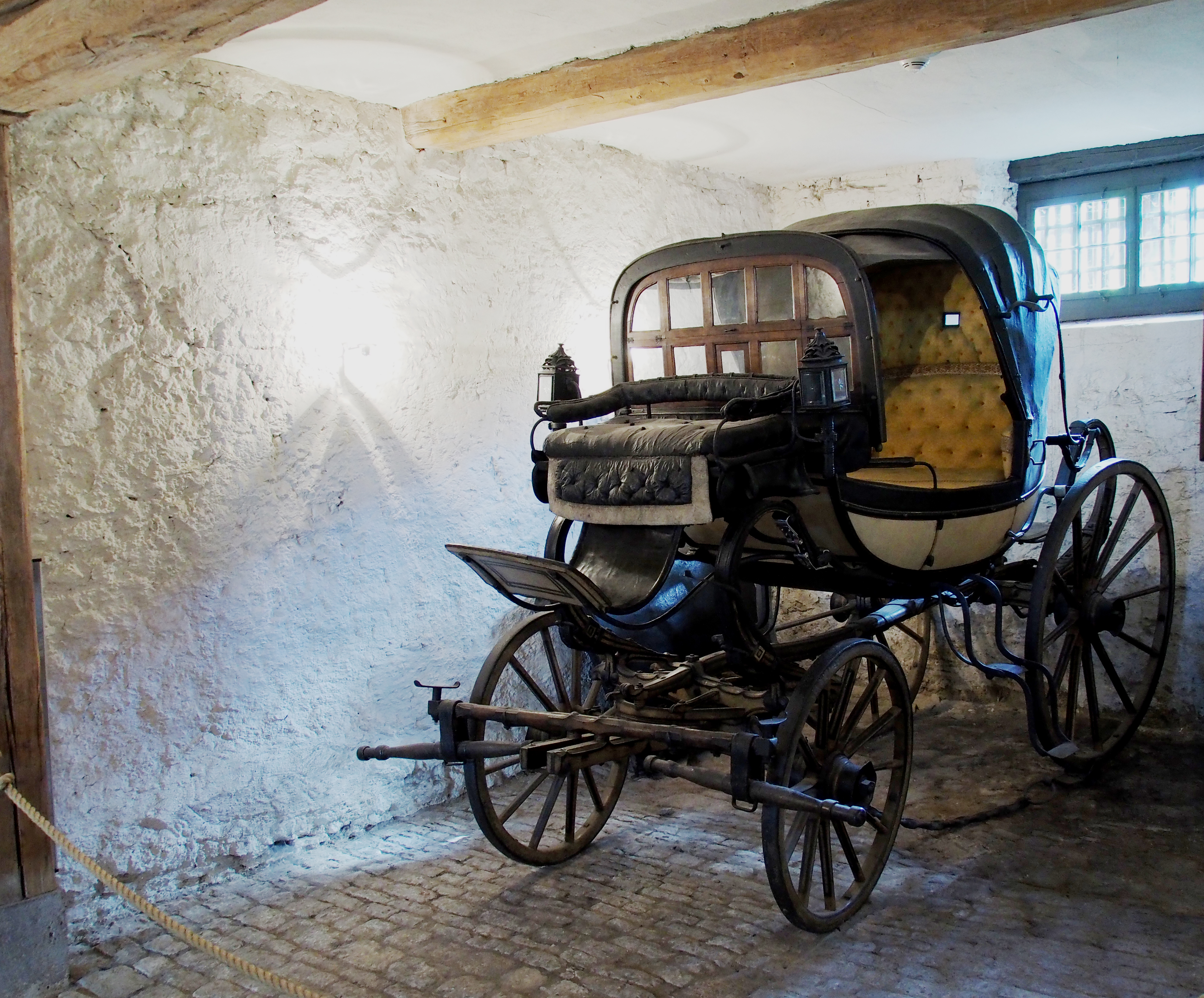
馬車小屋内: ゲーテの「バタールデ」 - 市内旅行や小旅行に最適な馬車
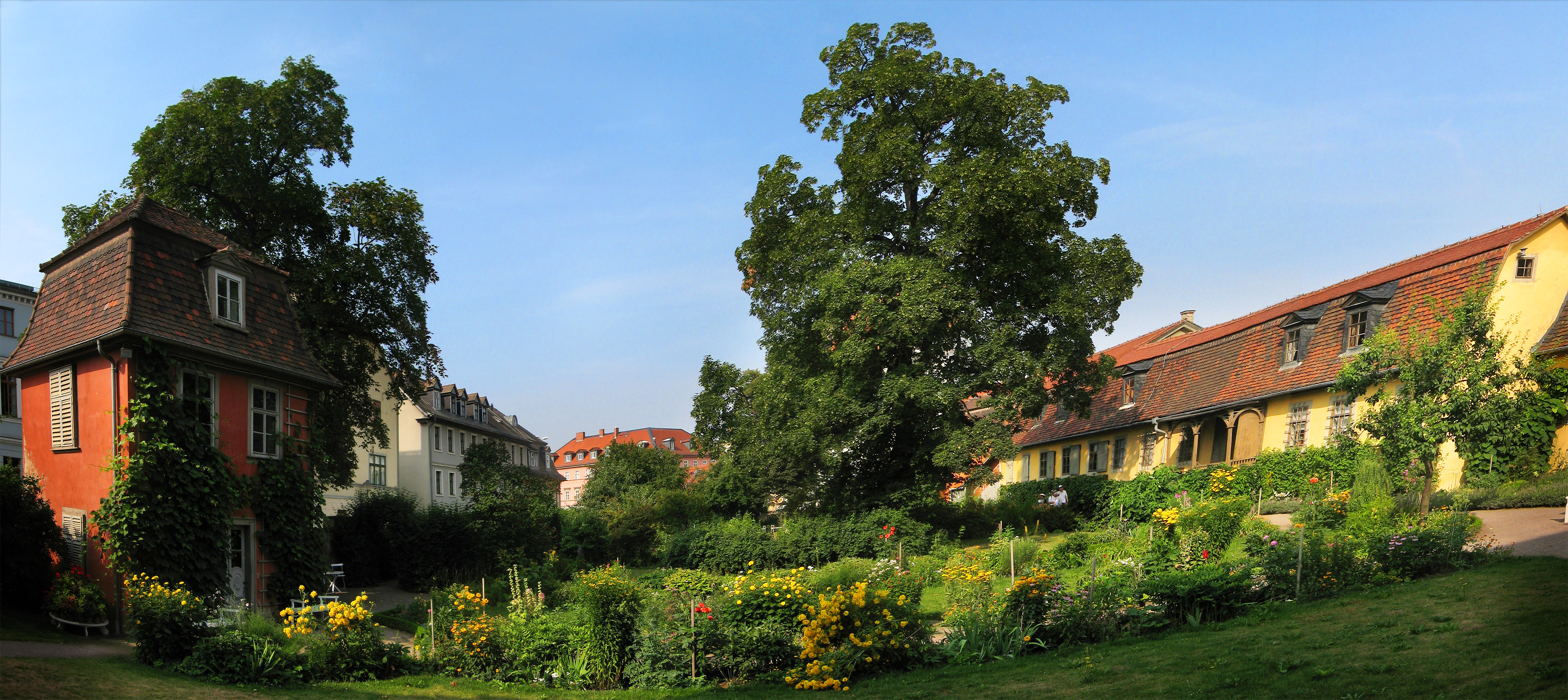
庭;左側はゲーテの鉱物コレクションを備えたパビリオン、右側は屋根付きの庭園のある後部の建物の裏側、いわゆるガーデンルームからの出口